# Gottfried Heinrich Krohne
Gottfried Heinrich Krohne (ur. 26 marca 1703 w Dreźnie, zm. 30 maja 1756 w Weimarze) – niemiecki architekt okresu baroku. 

## Życiorys
Na temat młodości i edukacji Krohnego nie zachowały się żadne przekazy. Wiadomo jednak, że Krohne wspierany był przez swoją matkę chrzestną Marię Magdalenę Bähr – żonę budowniczego drezdeńskiego kościoła Najświętszej Maryi Panny (niem. Frauenkirche) George'a Bähra a także przez saksońskiego architekta barokowego Davida Schatza.
Był nadwornym budowniczym (niem. Hofbaumeister) książąt Sachsen-Weimar. W 1726 pracował przy wieży pałacu weimarskiego. W 1729 książę Ernest August I sfinansował jego podroż studialna do Wiednia, a po powrocie Krohne przeprowadził się do Weimaru. Książę Ernest August I zlecał Krohnemu budowę wielu pałacyków myśliwskich i obiektów małej architektury, narzucając im preferowany przez siebie charakter militarny. Wiele z pałacyków nie zostało nigdy ukończonych, cześć zbudowanych nie otrzymała należytego wykończenia z braku środków finansowych oraz z powodu zmiennych kaprysów budowlanych władcy. Od 1741 Krohne pracował jako architekt krajowy (niem. Landbaumeister) w Eisenach, a od 1743 był odpowiedzialny za wszystkie projekty nowo budowanych kościołów. W 1744 został głównym budowniczym krajowym (niem. Oberlandbaumeister) w Sachsen-Weimar i Eisenach. 
Krohne pracował również dla wielu innych książąt, władców mniejszych państw na terenie ówczesnej Turyngii: w Großvarguli (1727), Gerze (1731), Großkochberg (1731–1732) i w północnej Frankonii (1735–1734).
Do jego najważniejszych projektów należą plany całkowitej przebudowy miasta Ilmenau, po pożarze w 1752, który całkowicie zniszczył miasto.

## Działalność
Krohne specjalizował się w dekoracjach fasadowych oraz w projektowaniu wnętrz salonowych. Jego projekty pałacyków należą do udanych, natomiast większe obiekty zdradzają jego słabości jako architekta, np. kopuła kościoła cystersów w Langheim (1738–1739) jest jedynie elementem zewnętrznym świątyni. 

## Wybrane dzieła

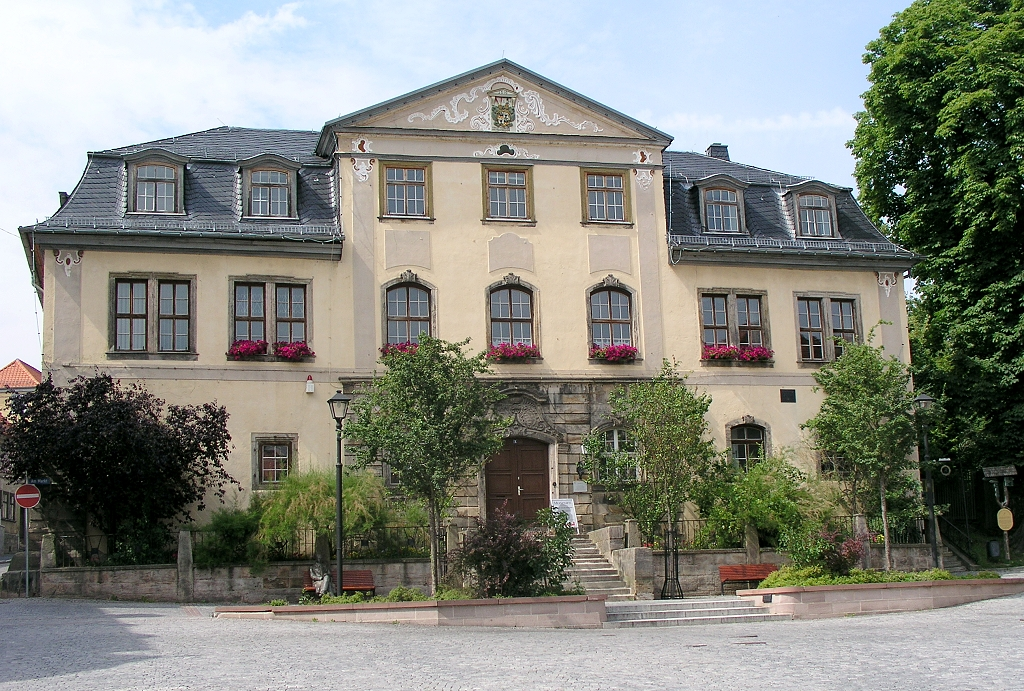
G.H. Krohne: Amtshaus w Ilmenau

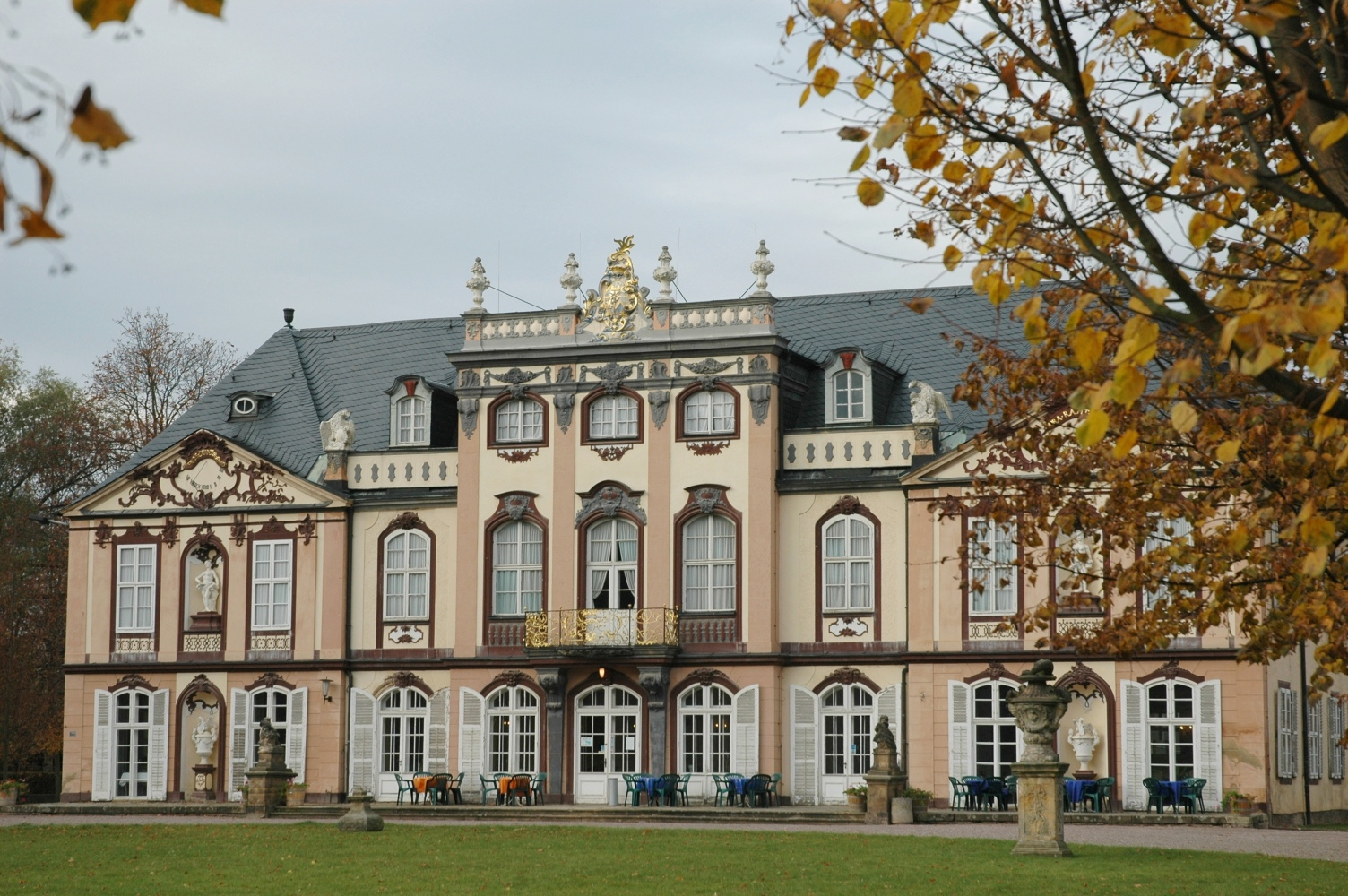
G.H. Krohne: pałac w Molsdorf

Krohne był architektem lub współarchitektem następujących gmachów:
- 1758 – St.-Jakobus-Kirche w Ilmenau[3]
- 1751–1752 – Marienthalbrücke w Molsdorf koło Erfurtu
- po 1752 – odbudowa pałacu Ilmenau[2]
- 1753 – projekt odbudowy Amtshaus w Ilmenau[4][5]
- 1747–1751 – pałac Friedenstein w Gocie[6]
- 1747 (plan) – oranżeria w Gocie[1]
- 1744–1745 – przebudowa pałacu i wzniesienie stajni w Creuzburgu w Eisenach[7]
- 1743–1756 – pałac Heidecksburg w Rudolstadt[6]
- 1741–1751 – pałac miejski w Eisenach (razem z Augustem Friedrichem Straßburgerem)[8]
- 1741–1743 – rozbudowa pałacu w Marksuhl[9]
- ok. 1740 – projekt Langheimer Hof w Bambergu (razem z Justusem Heinrichem Dientzenhoferem)[10]
- 1738–1739 – klasztor Langheim niedaleko Lichtenfels[1]
- 1734–1751 – pałac w Molsdorfie koło Erfurtu dla Gustav Adolf von Gotter[11]
- 1728–1740 – pałac w Ettersburg niedaleko Weimaru[12]
- 1728 – prace przy pałacu miejskim w Weimarze[13]
- 1724–1726, 1727–1728 – pałac belwederski w Weimarze (razem z Johannem Adolfem Richterem)[14]

## Literatura dodatkowa
- Hans-Herbert Möller: Gottfried Heinrich Krohne und die Baukunst des 18. Jahrhunderts in Thüringen. Berlin: 1956. Brak numerów stron w książce